# 安德烈亚斯·旺克
安德烈亚斯·旺克（德語：Andreas Wank，1988年2月18日—），德国男子跳台滑雪运动员。他曾代表德国参加2010年和2014年冬季奥林匹克运动会跳台滑雪比赛，获得一枚金牌和一枚银牌。